# Понтнув (Лодзинське воєводство)
Понтнув (пол. Pątnów) — село в Польщі, у гміні Понтнув Велюнського повіту Лодзинського воєводства.
Населення — 1437 осіб (2011).
У 1975-1998 роках село належало до Серадзького воєводства.

## Демографія
Демографічна структура станом на 31 березня 2011 року:
|          | Загалом | Допрацездатний вік | Працездатний вік | Постпрацездатний вік |
| -------- | ------- | ------------------ | ---------------- | -------------------- |
| Чоловіки | 698     | 153                | 474              | 71                   |
| Жінки    | 739     | 159                | 401              | 179                  |
| Разом    | 1437    | 312                | 875              | 250                  |